# Melodies d'Amour
Melodies D'Amour è l'undicesimo album della flautista Berdien Stenberg.

## Tracce
1. Une Fille De Tous Les Pays – 3:42
2. Concerto Pour Une Voix – 4:28
3. Ne Me Quitte Pas – 4:17
4. Une Fille Aux Yeux Clairs – 4:42
5. Le Lac Majeur – 4:59
6. She – 5:06
7. Une Belle Histoire – 5:15
8. Je T'aime... Moi Non Plus – 4:40
9. Et Maintenant – 5:04
10. Décalé – 3:49
11. I Dreamed A Dream – 3:46
12. Un Jour Un Enfant – 4:22